# Železniční trať Tábor–Ražice
Železniční trať Tábor–Ražice (v jízdním řádu pro cestující označená číslem 201) vede z Tábora přes Písek a Putim do Ražic.
Provoz na trati byl zahájen v roce 1889. Elektrizace úseku Písek–Ražice střídavou soustavou 25 kV 50 Hz byla provedena v roce 1994. Jde o jednokolejnou trať, s výjimkou peážního úseku Písek–Putim kategorizovanou jako regionální dráha. Při převzetí funkce provozovatele Správou železnic v roce 2008 (tehdy SŽDC) byla ještě úsekem celostátní dráhy.

## Stanice a zastávky

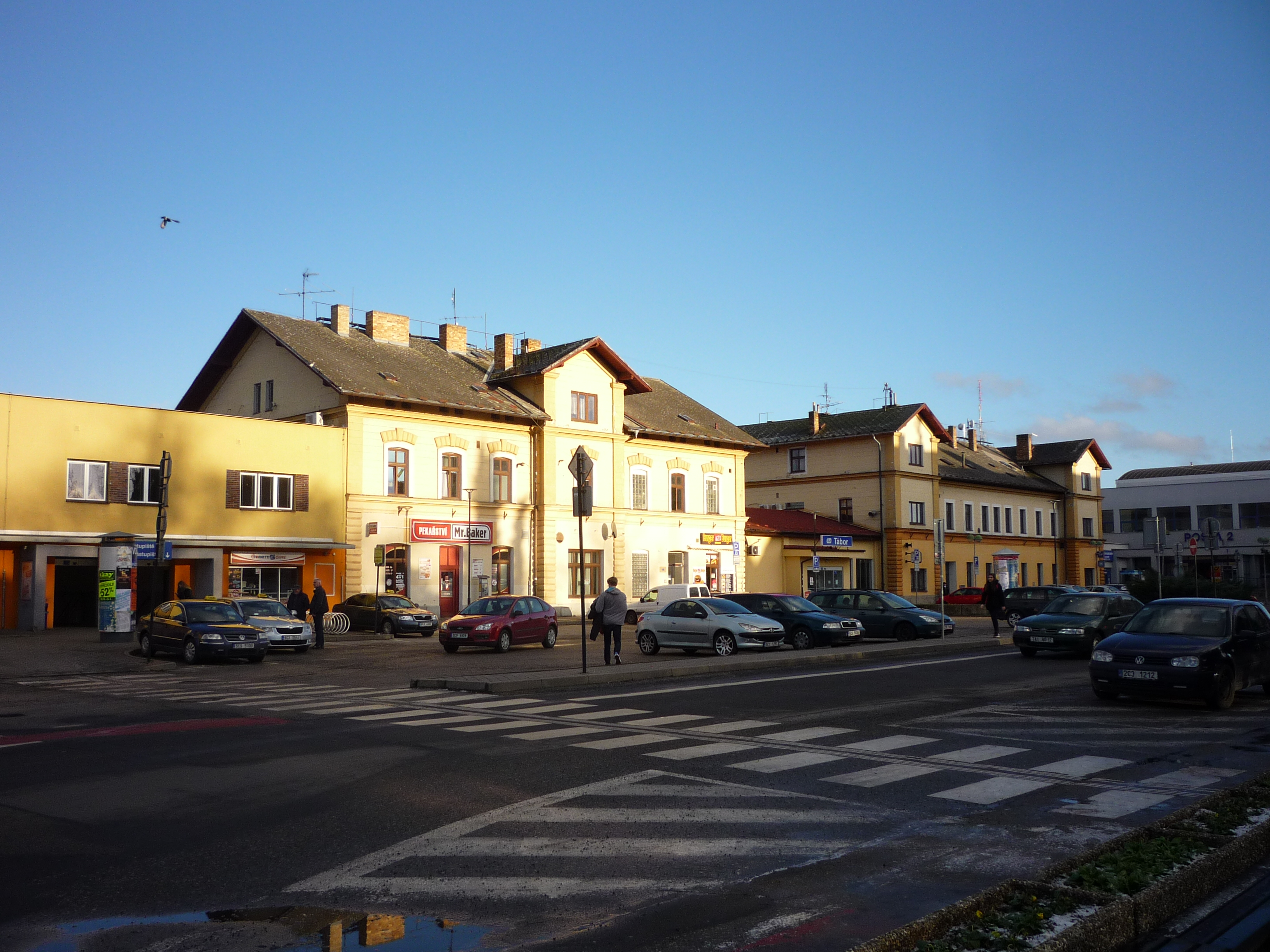
Tábor
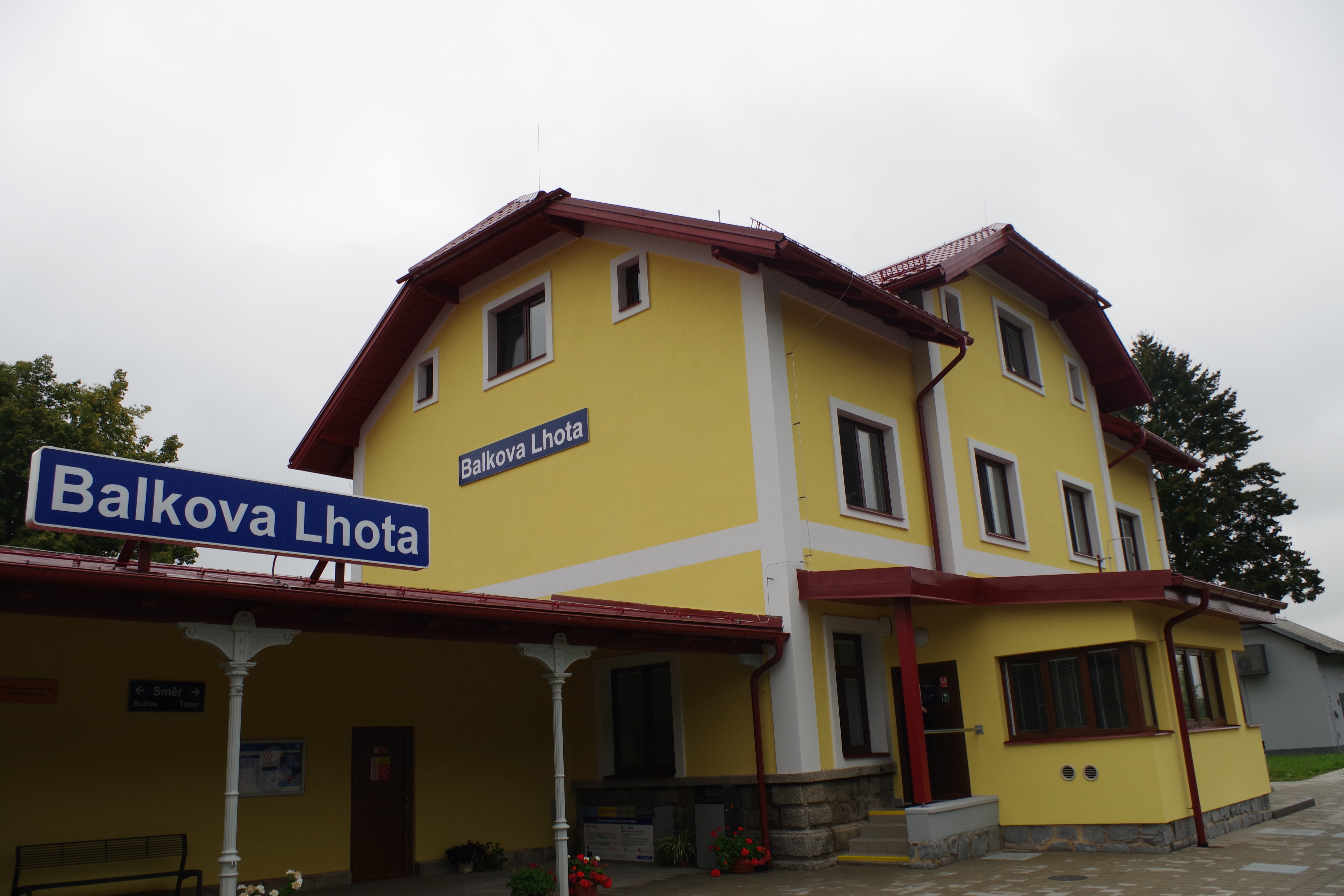
Balkova Lhota
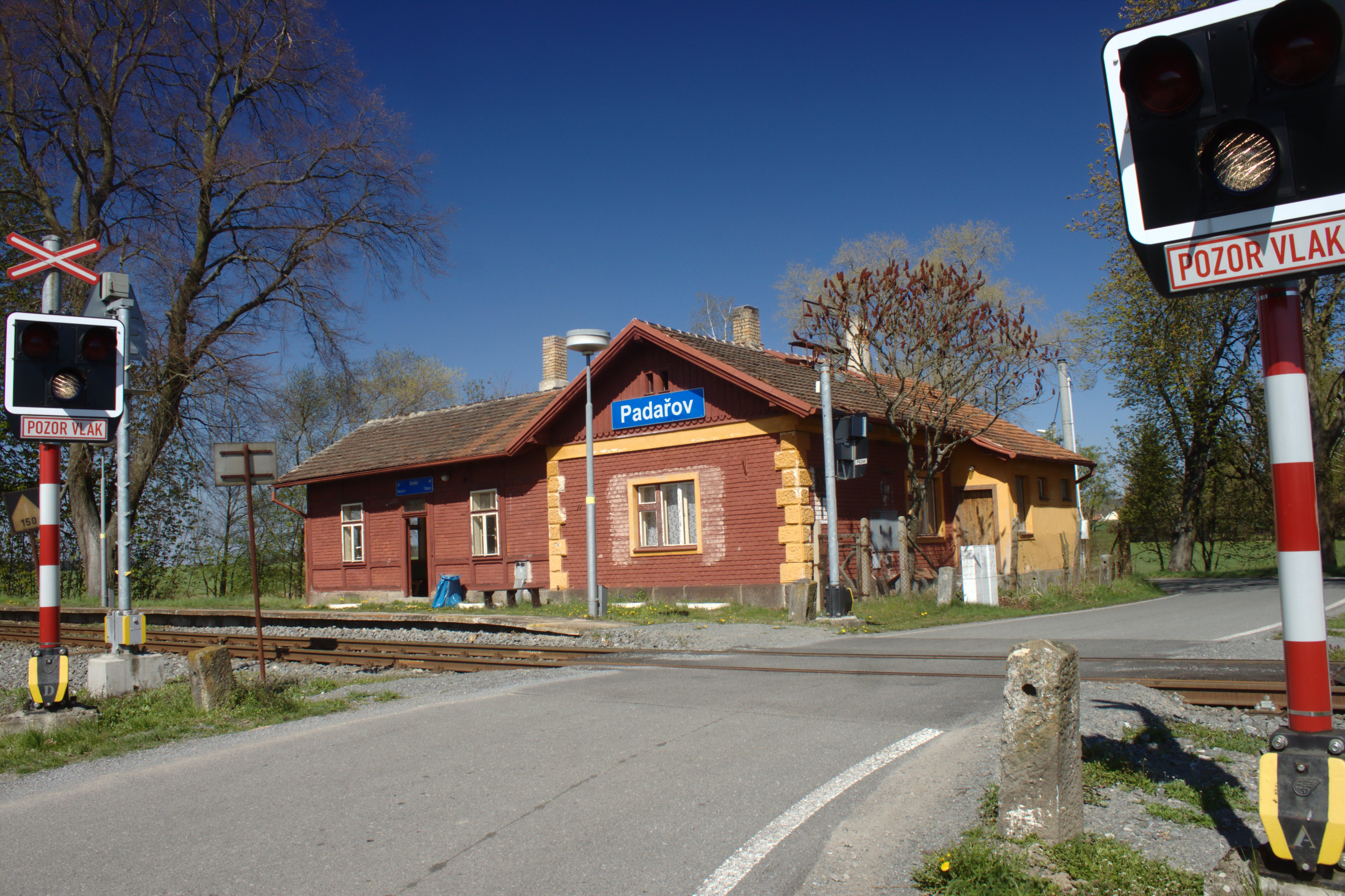
Padařov
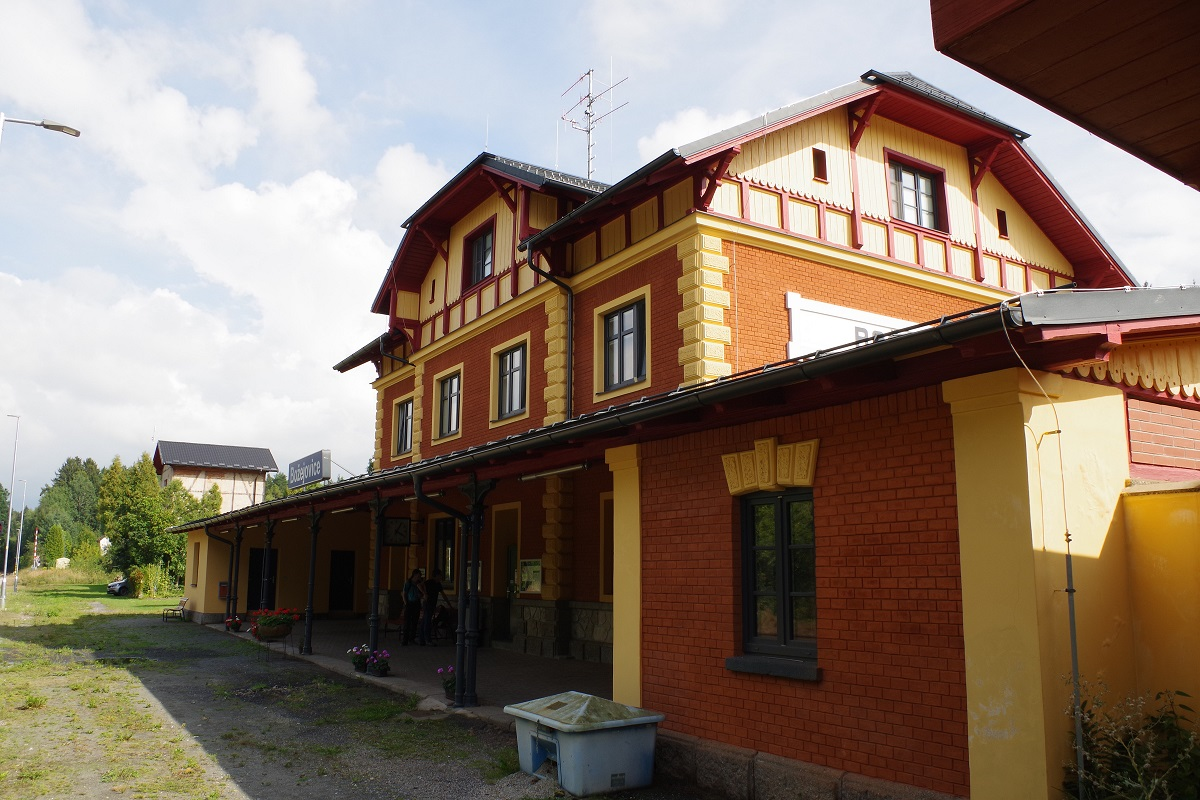
Božejovice
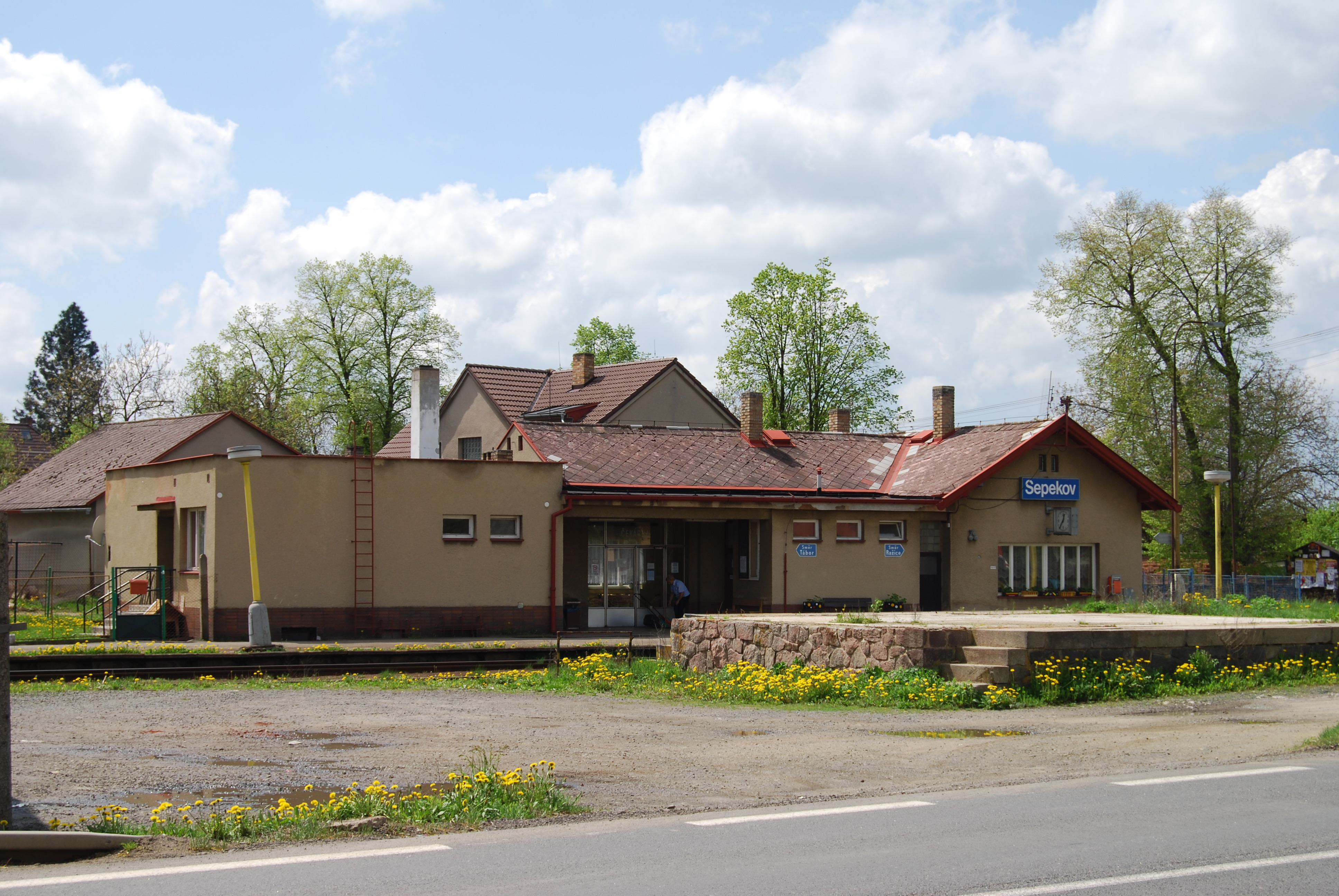
Sepekov
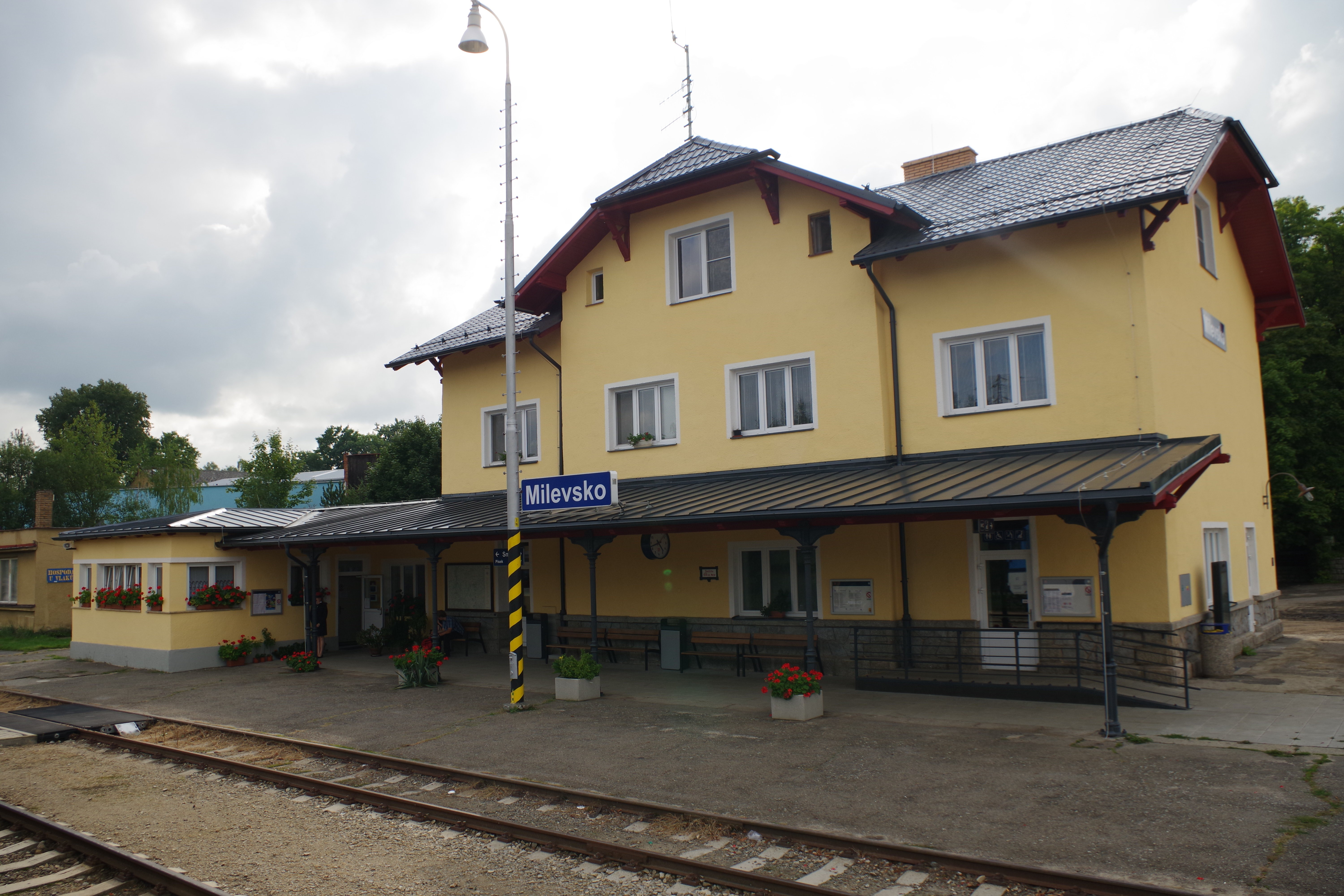
Milevsko
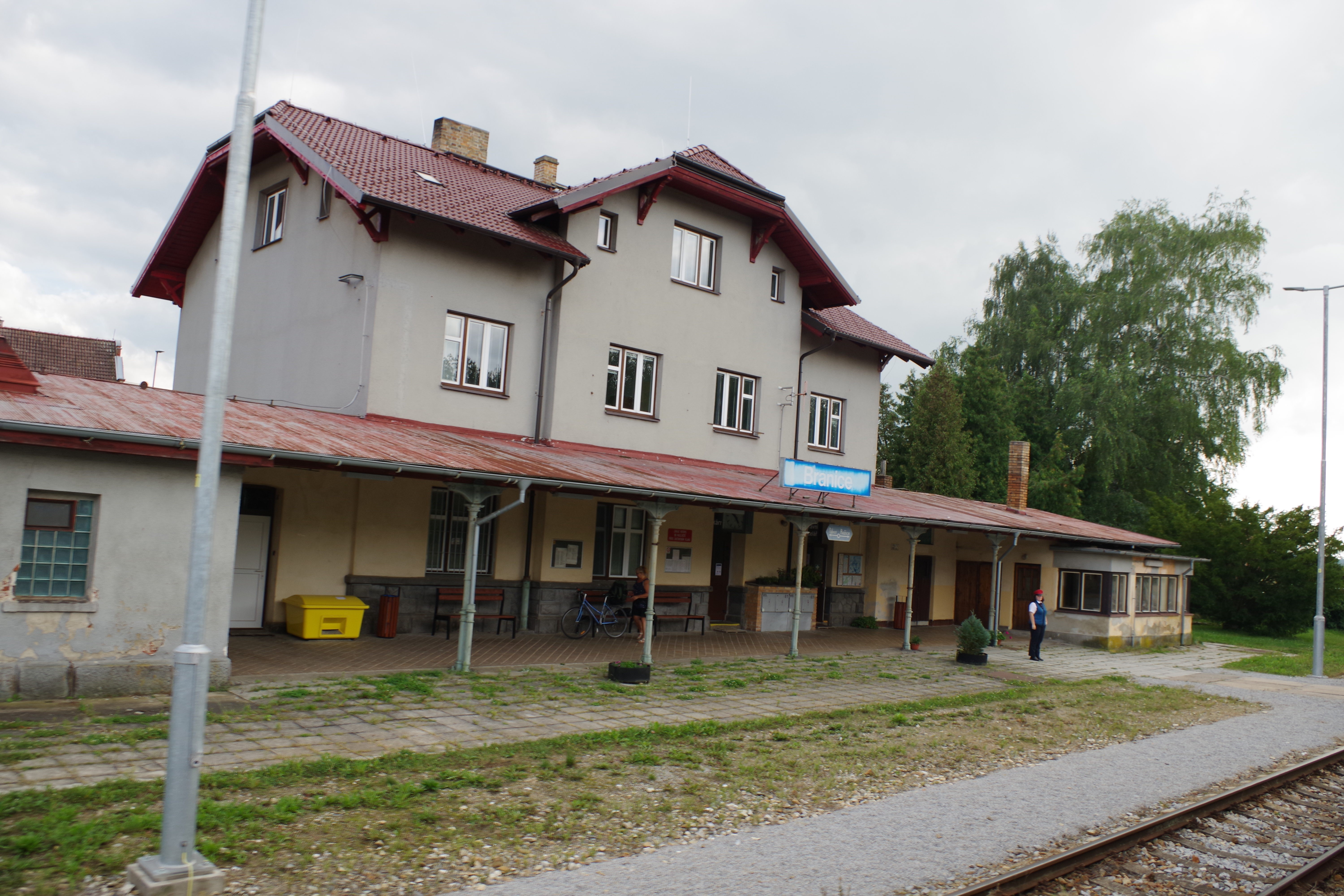
Branice
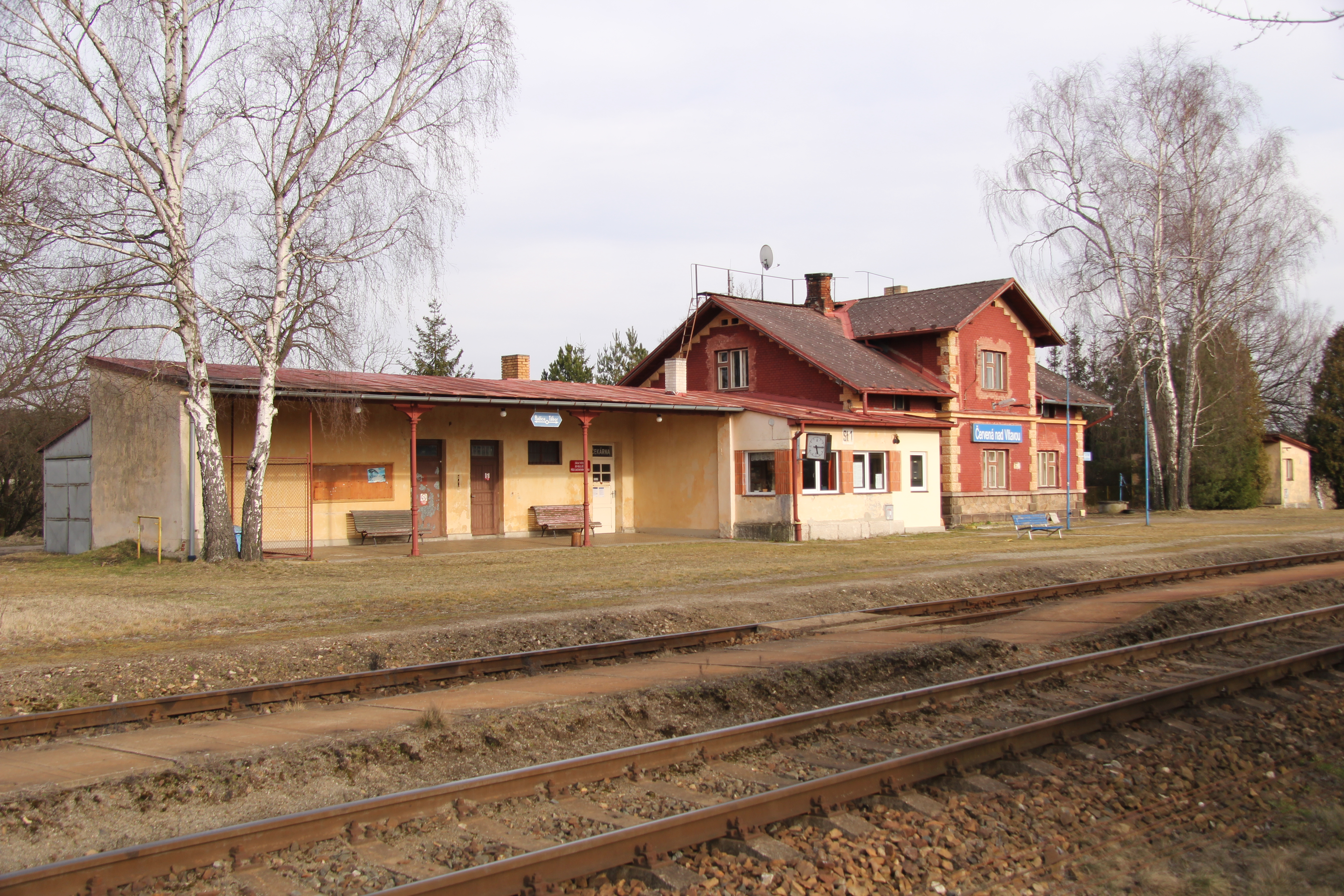
Červená nad Vltavou
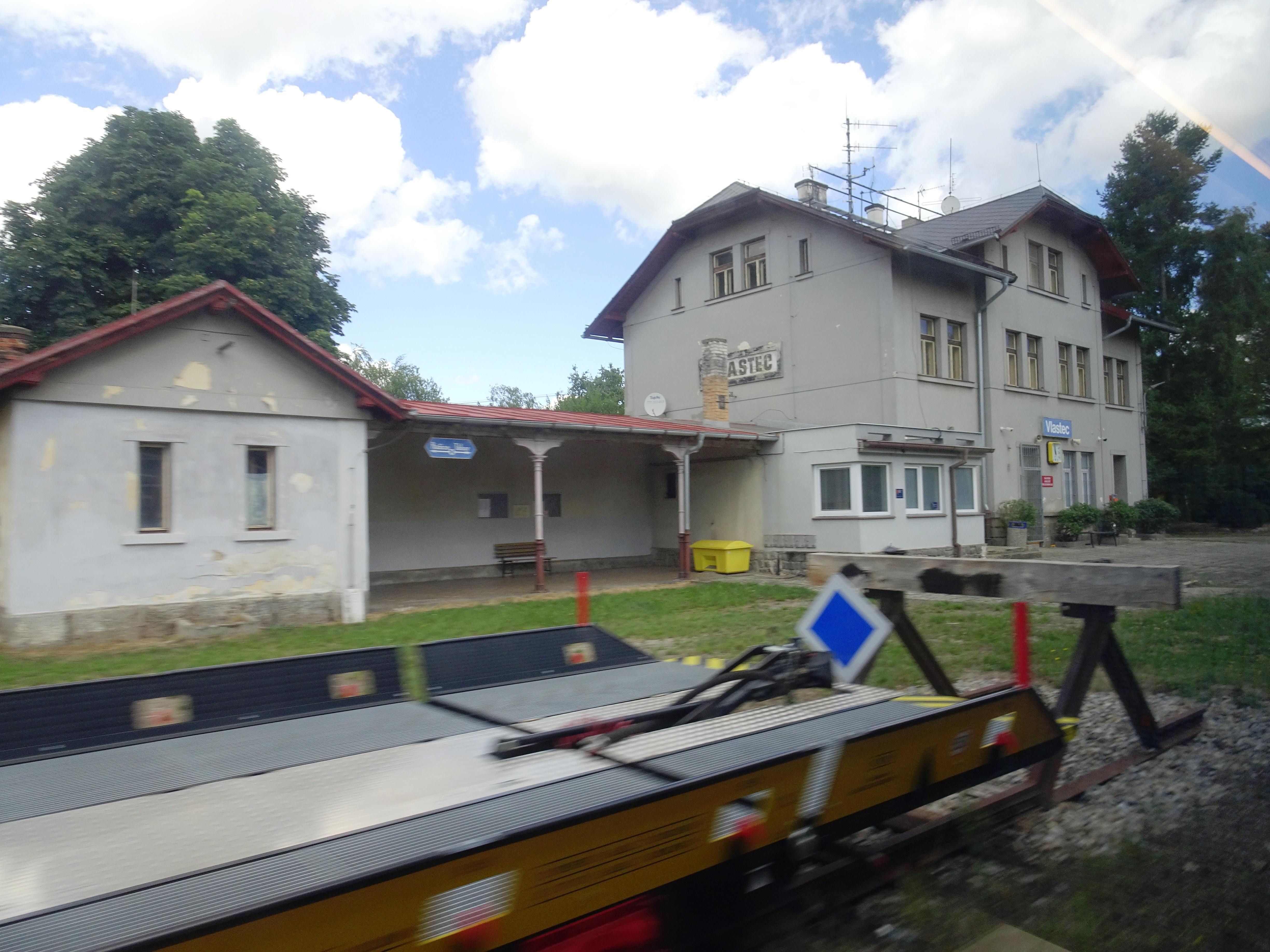
Vlastec
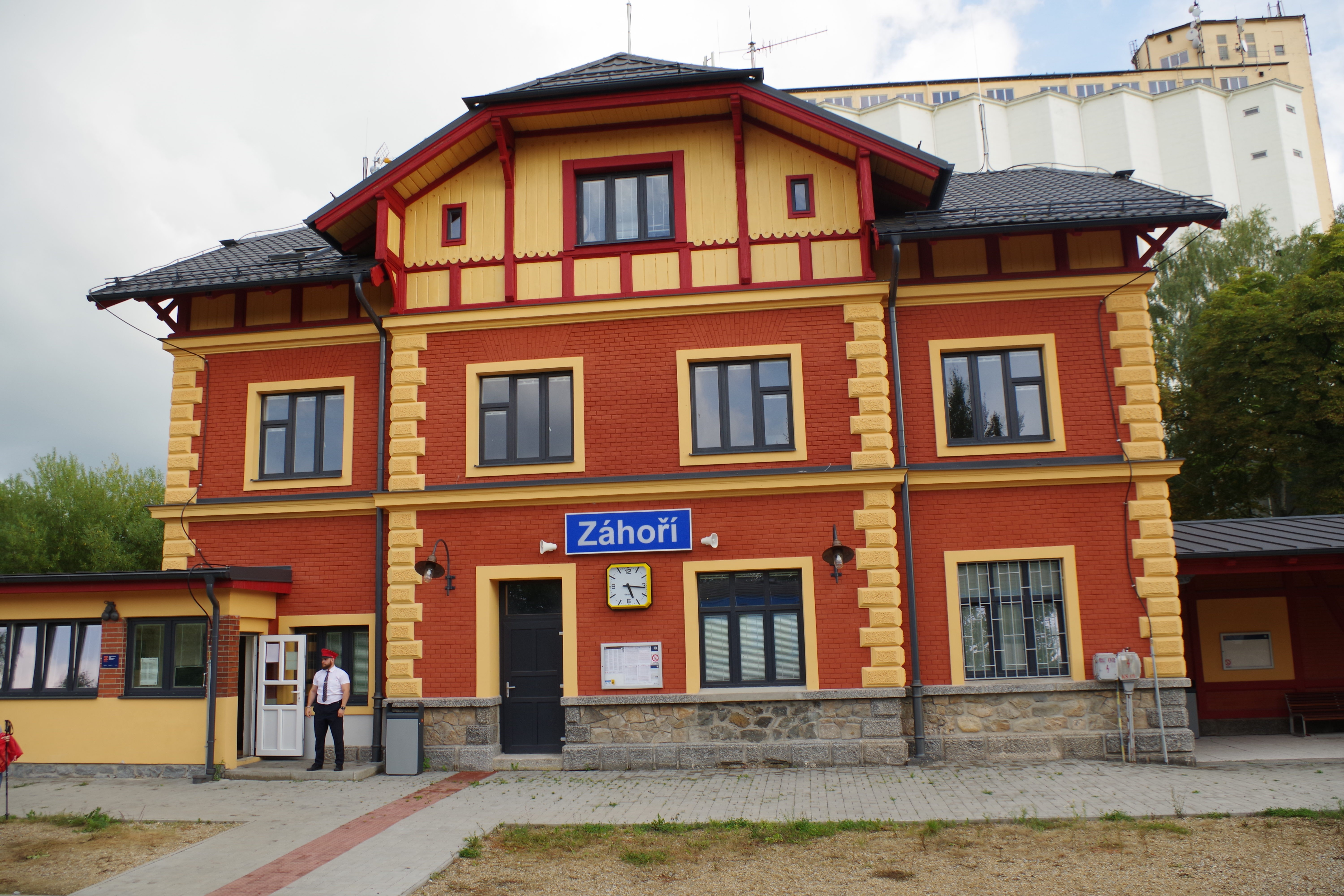
Záhoří
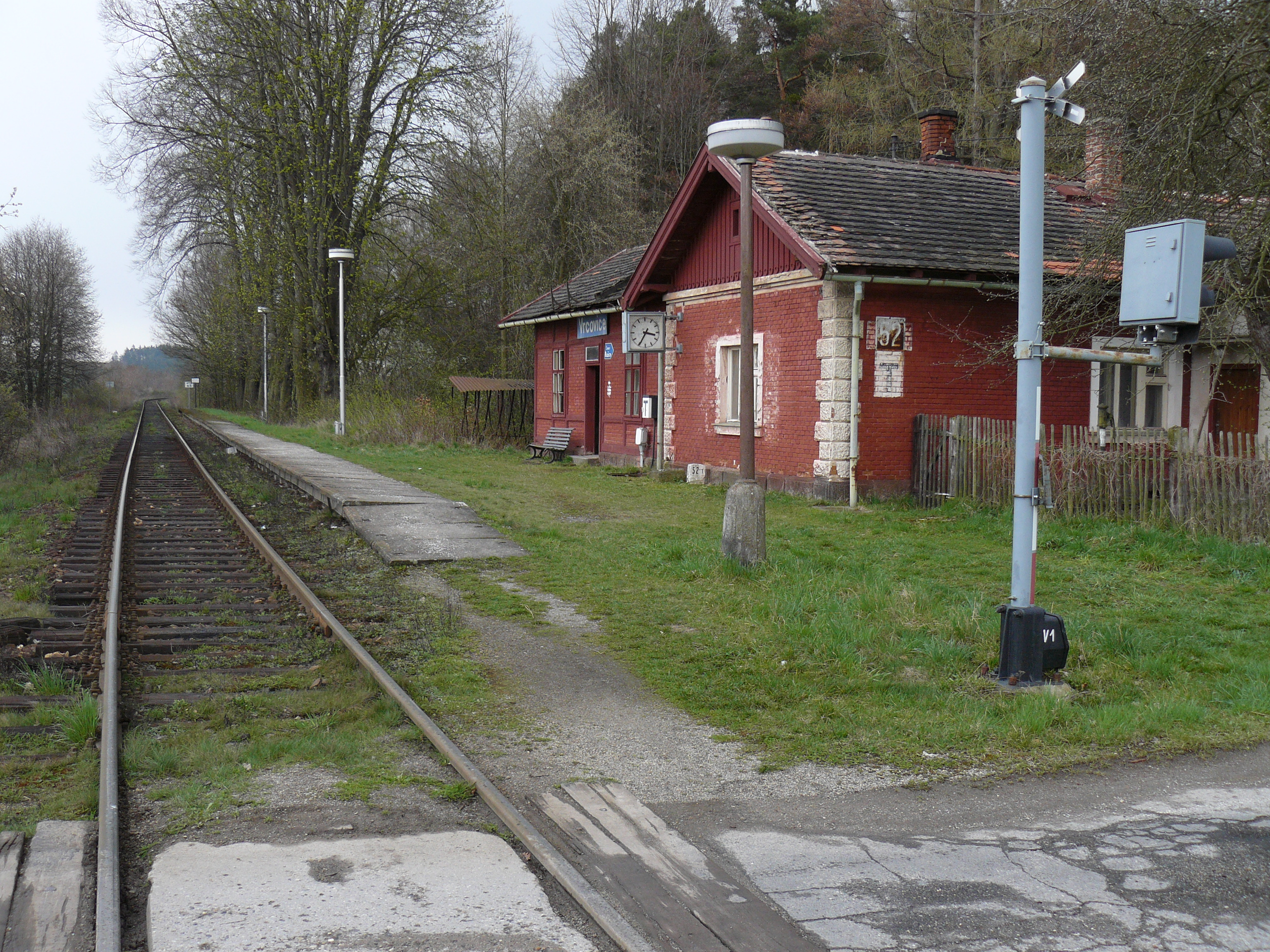
Vrcovice
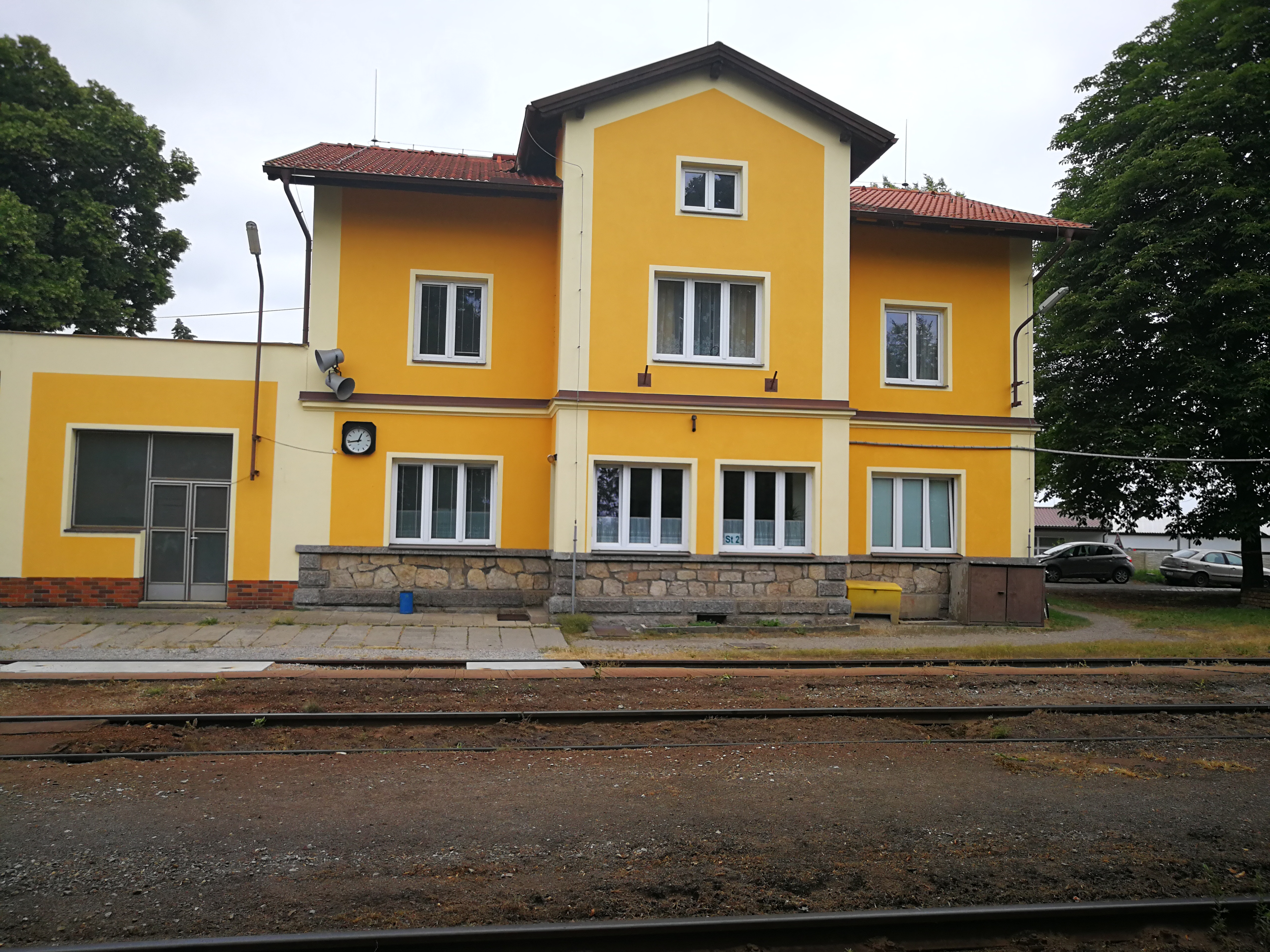
Písek město
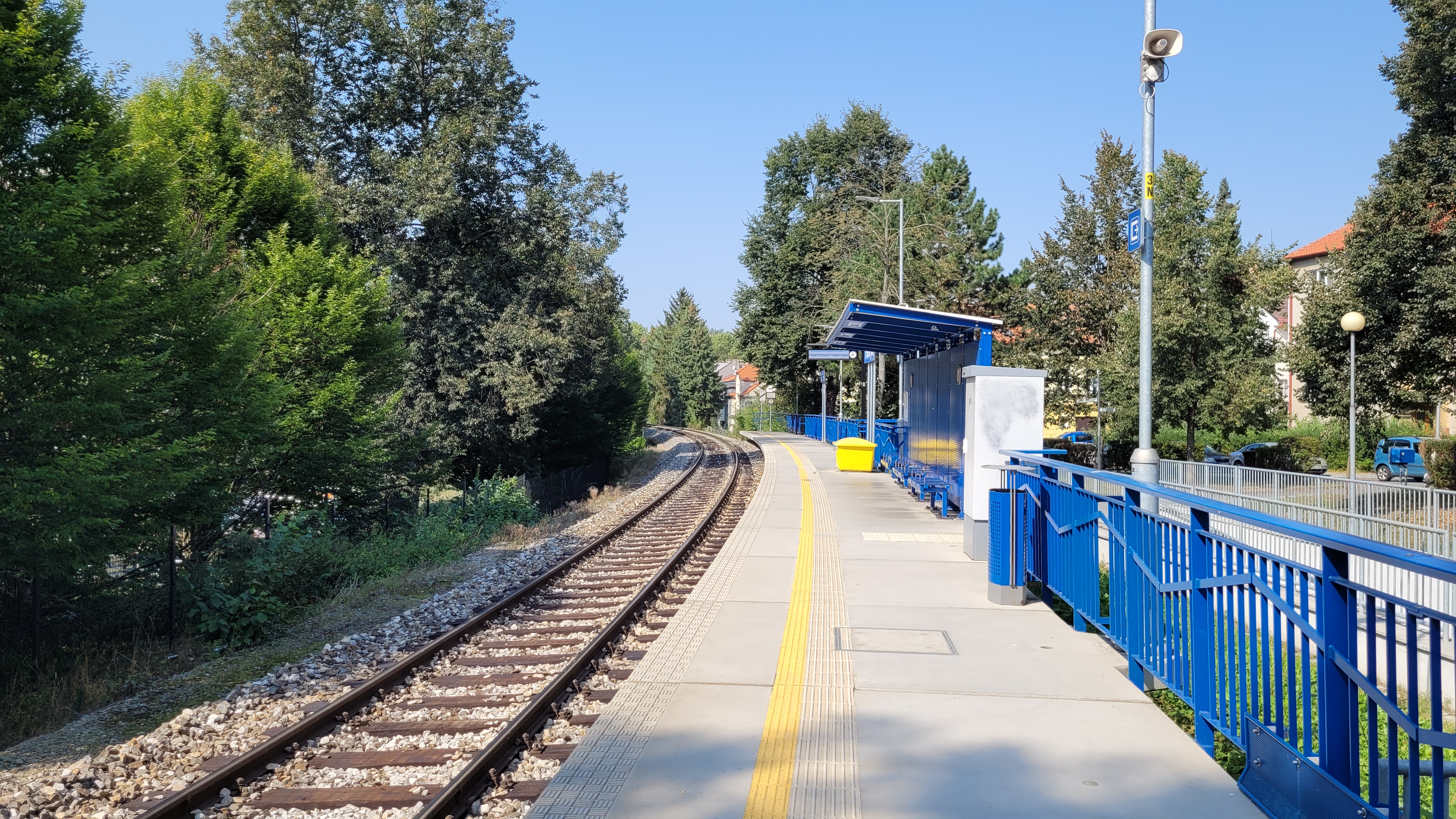
Písek jih
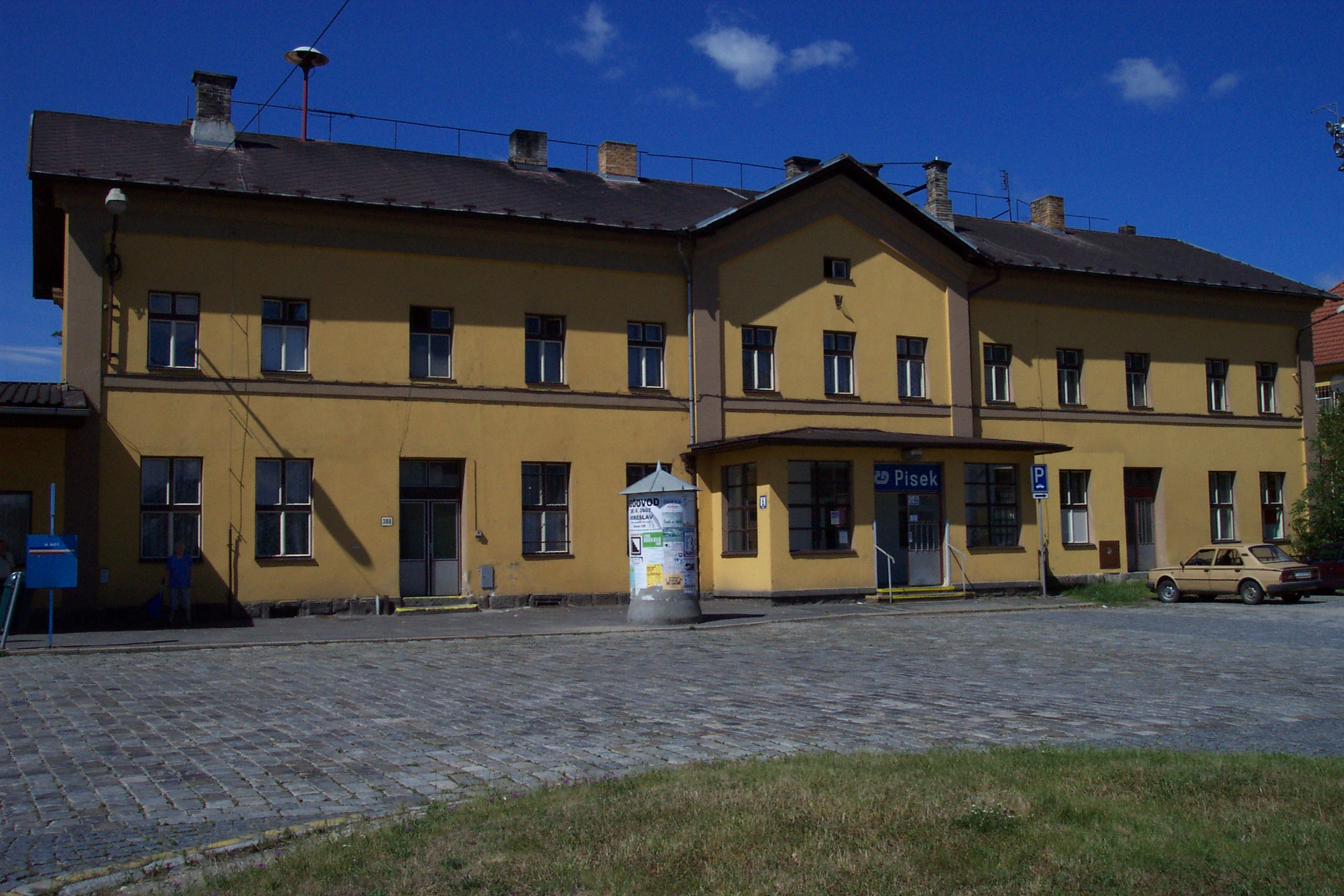
Písek
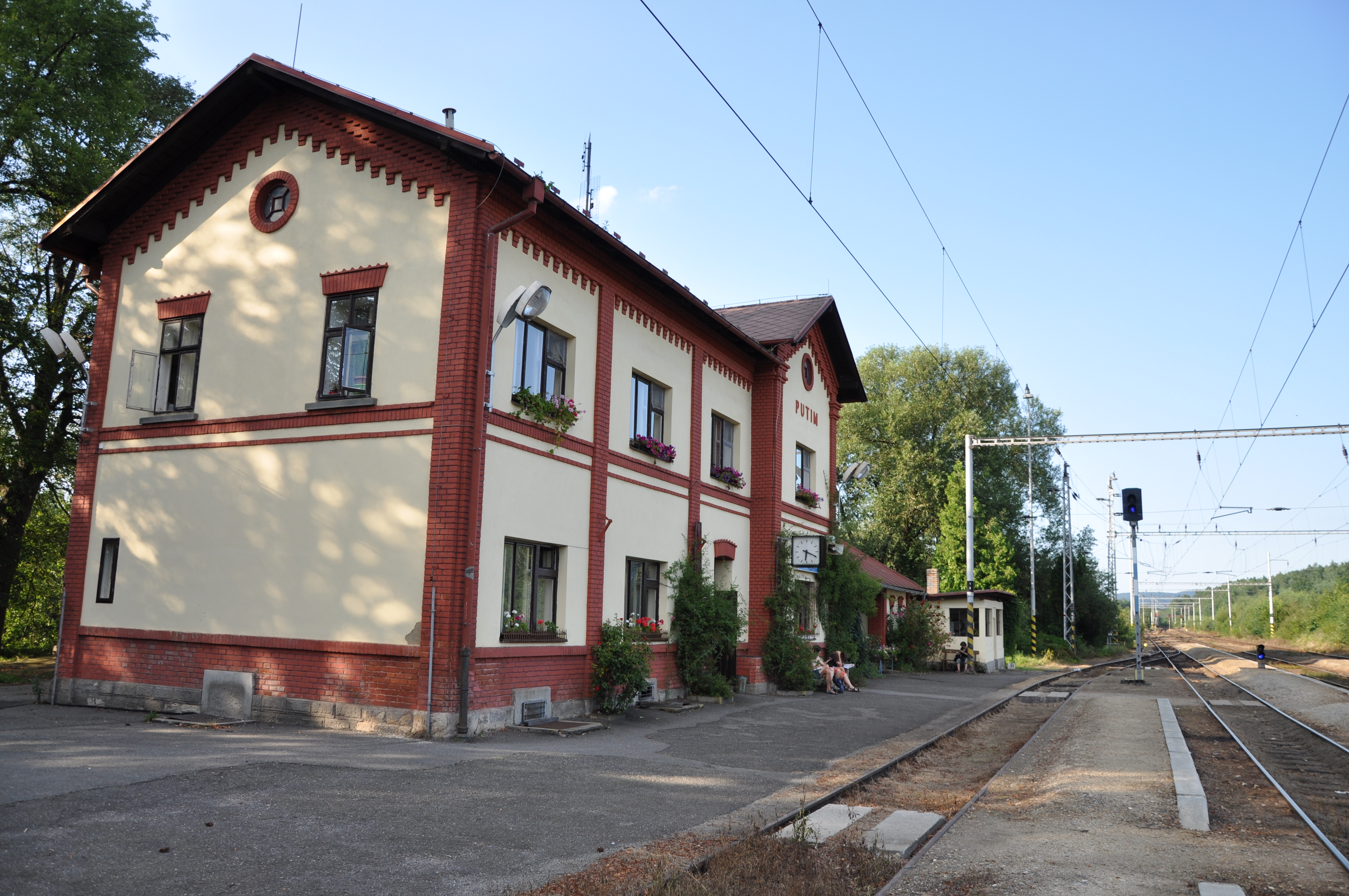
Putim
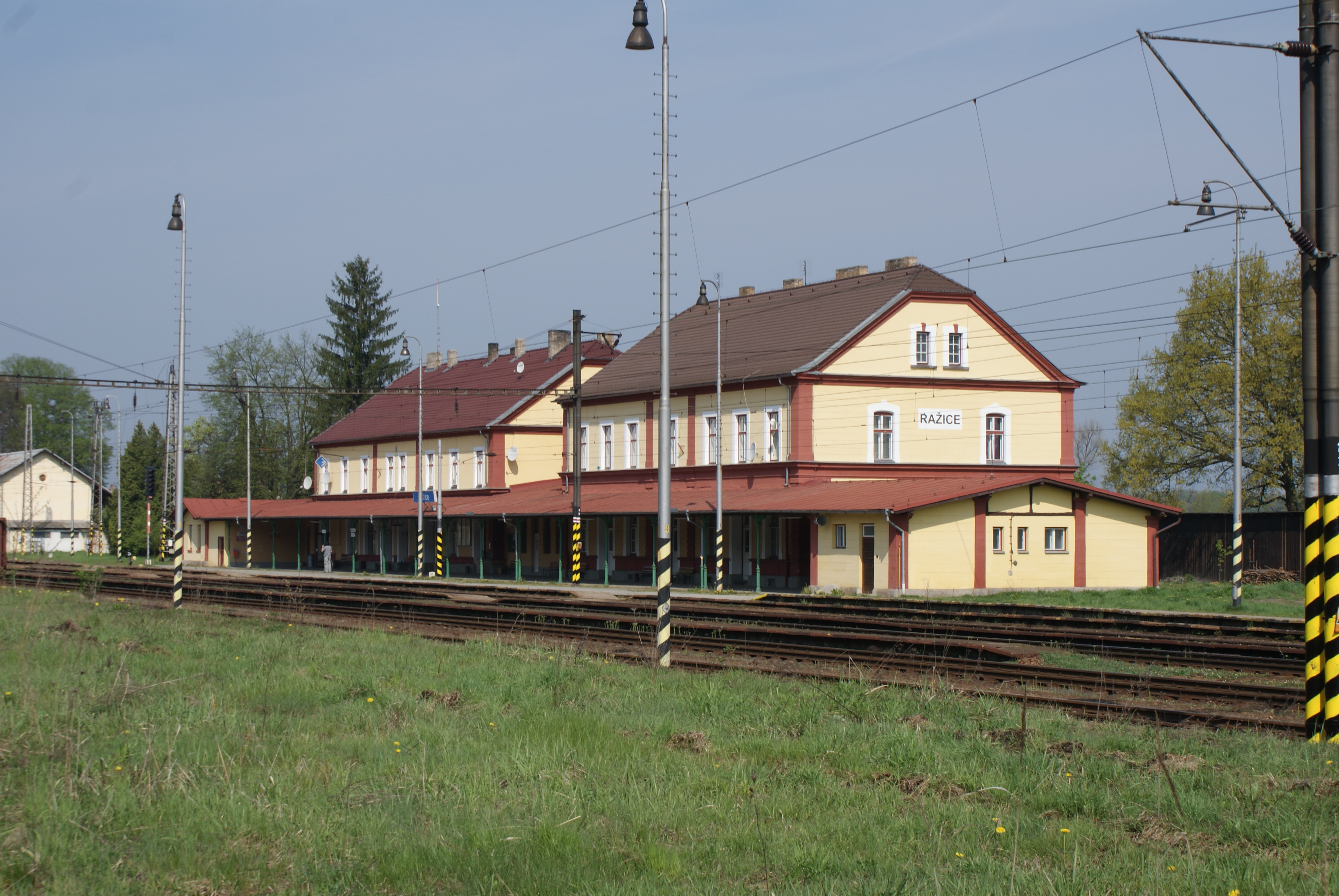
Ražice

## Železniční mosty
- Kamenný viadukt Božetice
- Kamenný viadukt Milevsko–Staňkov
- Schwarzenberský most (nahradil Starý železniční most u Červené nad Vltavou)

## Navazující tratě

### Tábor
- Trať 202 Tábor – Bechyně
- Trať 220 Praha – Benešov u Prahy – Tábor – Veselí nad Lužnicí – České Budějovice
- Trať 224 Tábor – Horní Cerekev

### Písek
- Trať 200 Protivín – Putim – Písek – Zdice

### Putim
- Trať 200 Protivín – Putim – Písek – Zdice

### Ražice
- Trať 190 České Budějovice – Ražice – Strakonice – Plzeň